# Styphloderes
Styphloderes är ett släkte av skalbaggar. Styphloderes ingår i familjen vivlar.
Kladogram enligt Catalogue of Life:
| Styphloderes | \| \| Styphloderes exsculptus \| \| \| \| \| \| Styphloderes littoralis \| \| \| \| \| \| Styphloderes paulinoi \| \| \| \| |
|              | \| \| Styphloderes exsculptus \| \| \| \| \| \| Styphloderes littoralis \| \| \| \| \| \| Styphloderes paulinoi \| \| \| \| |
|              | Styphloderes exsculptus |
|              | |
|              | Styphloderes littoralis |
|              | |
|              | Styphloderes paulinoi |
|              | |